# Lista över fornborgar i Ångermanland
Detta är en lista över fornborgar i landskapet Ångermanland registrerade i Fornminnesregistret. Det finns 3 fornminnen i Ångermanland som är registrerade som fornborgar och som är antikvariskt bedömda att vara en (fast) fornlämning.
| RAÄ-nummer | Kommun   | Namn          | Koordinater                                            | Kommentar | Bild |
| ---------- | -------- | ------------- | ------------------------------------------------------ | --- | ---- |
| 24:1       | Kramfors | Rödklitten    | 62°54′24.43″N 18°15′6.42″Ö / 62.9067861°N 18.2517833°Ö | |      |
| 8:1        | Kramfors | Rogstaklippen | 63°4′40.91″N 17°43′5.92″Ö / 63.0780306°N 17.7183111°Ö  | |      |
| 1:1        | Kramfors | Borgberget    | 63°0′44.08″N 17°37′20.53″Ö / 63.0122444°N 17.6223694°Ö | |      |
| 43:1       | Kramfors | Åskottsberget | 63°4′46.98″N 17°47′25.42″Ö / 63.0797167°N 17.7903944°Ö | Fornborgen ej funnen vid senare inventering. Enligt Riksantikvarieämbetet är läget inte lämpligt för en fornborg. |      |